# Hurtsboro
La ville américaine de Hurtsboro est située dans le comté de Russell, dans l'État de l'Alabama. En 2010, elle comptait 553 habitants.

## Histoire
La localité a été fondée en 1857 sous le nom de Hurtsville, le nom actuel date de 1883.

## Démographie
| 1890 | 1900 | 1910 | 1920 | 1930 | 1940 | 1950 | 1960  |
| ---- | ---- | ---- | ---- | ---- | ---- | ---- | ----- |
| 433  | 407  | 764  | 868  | 884  | 894  | 920  | 1 056 |

| 1970 | 1980 | 1990 | 2000 | 2010 | - | - | - |
| ---- | ---- | ---- | ---- | ---- | - | - | - |
| 937  | 752  | 707  | 592  | 553  | - | - | - |

## Source
- (en) Cet article est partiellement ou en totalité issu de l’article de Wikipédia en anglais intitulé « Hurtsboro, Alabama » (voir la liste des auteurs).